# Fede (nome)
Fede  è un nome proprio di persona italiano femminile.

## Varianti
- Femminili: Fides[2]
  - Alterati: Fedina[2]
- Maschili: Fedo[2]
  - Alterati: Fedino[2]

### Varianti in altre lingue
- Catalano: Fe[3]
- Francese: Foi[4], Foy[4]
- Inglese: Faith[5], Faithe[5]
  - Ipocoristici: Fay[5]
- Latino: Fides[1][3]
- Portoghese: Fé[4]
- Spagnolo: Fe[3][4][6]

## Origine e diffusione

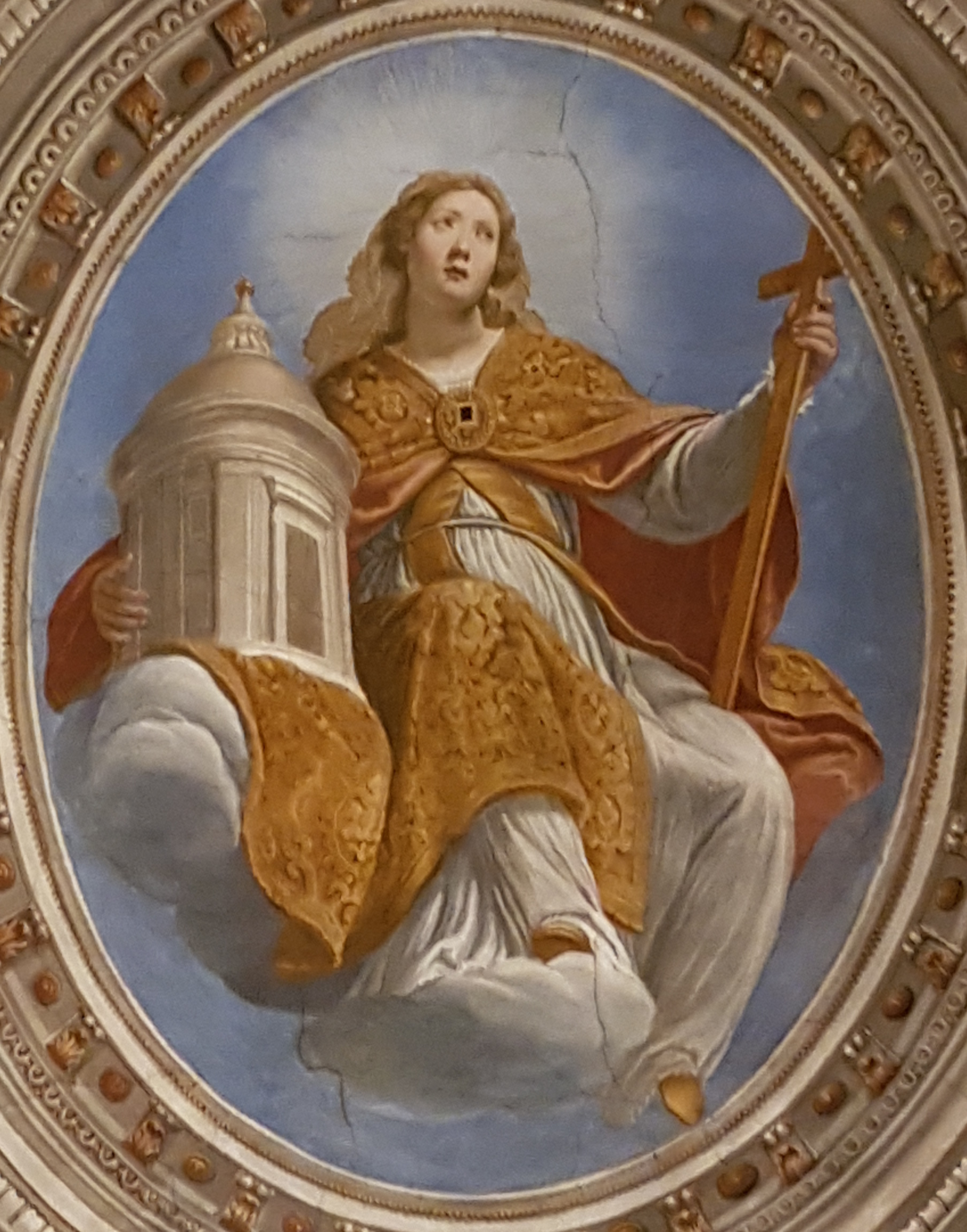
Allegoria della fede, Galleria Palatina (Firenze)

Riprende semplicemente il termine italiano "fede" (o il suo equivalente in altre lingue), in latino fides (dal verbo fidere, "fidarsi"); per semantica è quindi analogo ai nomi Vera e Iman.
Il nome era portato da Fede, la dea romana che personificava la fedeltà alla parola data e l'osservanza dei trattati, però non risulta che il nome Fides fosse portato dalle donne dell'antica Roma; è solo a partire dall'epoca cristiana che Fides, assieme a Spes e Caritas, viene adottato come personale femminile, in tutti e tre i casi come diretta traduzione di analoghi nomi greci (Pistis, Elpis e Agape). 
In Italia negli anni 1970 si contavano circa 2 800 occorrenze del nome, accentrate al Nord e specialmente in Piemonte, più 1 400 della forma Fides, più tipica del Friuli-Venezia Giulia; inoltre, "Fede", inoltre è anche una forma abbreviata per i nomi Federico, Federica e Fedele. Nei paesi anglofoni il nome, nella forma Faith, è stato usato per la prima volta dai Puritani nel XVII secolo.

## Onomastico
L'onomastico si può festeggiare il 1º agosto in memoria di santa Fede, una delle tre figlie di santa Sofia, oppure il 6 ottobre in memoria di santa Fede, martire ad Agen in Aquitania sotto Diocleziano.

## Persone
- Fede di Agen, santa francese
- Fede Arnaud, sceneggiatrice e direttrice del doppiaggio italiana
- Fede Cheti, artista e imprenditrice italiana
- Fede Galizia, pittrice italiana

### Variante Faith

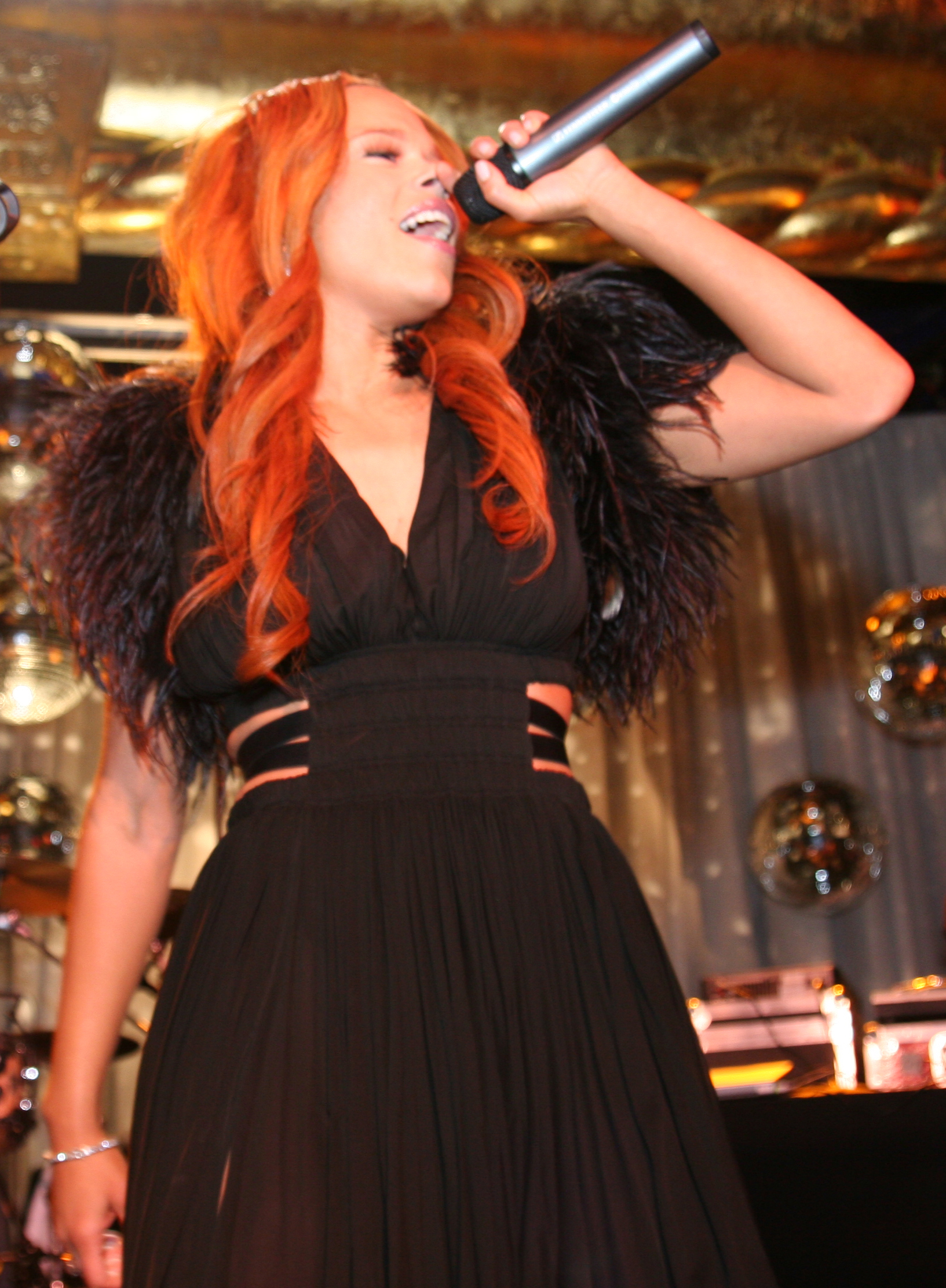
Faith Evans

- Faith Baldwin, scrittrice statunitense
- Faith Cherotich, ostacolista keniota
- Faith Domergue, attrice statunitense
- Faith Evans, cantautrice e attrice statunitense
- Faith Ford, attrice statunitense
- Faith Hill, cantante statunitense
- Faith Kipyegon, mezzofondista keniota
- Faith Leech, nuotatrice australiana
- Faith Ringgold, pittrice, scultrice e scrittrice di libri per bambini statunitense
- Faith Yang, cantante e modella taiwanese

### Altre varianti
- Fe del Mundo, pediatra filippina
- Fides Romanin, fondista italiana
- Fides Stagni, pittrice e attrice italiana

## Il nome nelle arti
- Faith Fairfield è un personaggio della serie televisiva Hope & Faith.
- Faith Lehane è un personaggio delle serie televisive Buffy l'ammazzavampiri e Angel.